# Yōkai

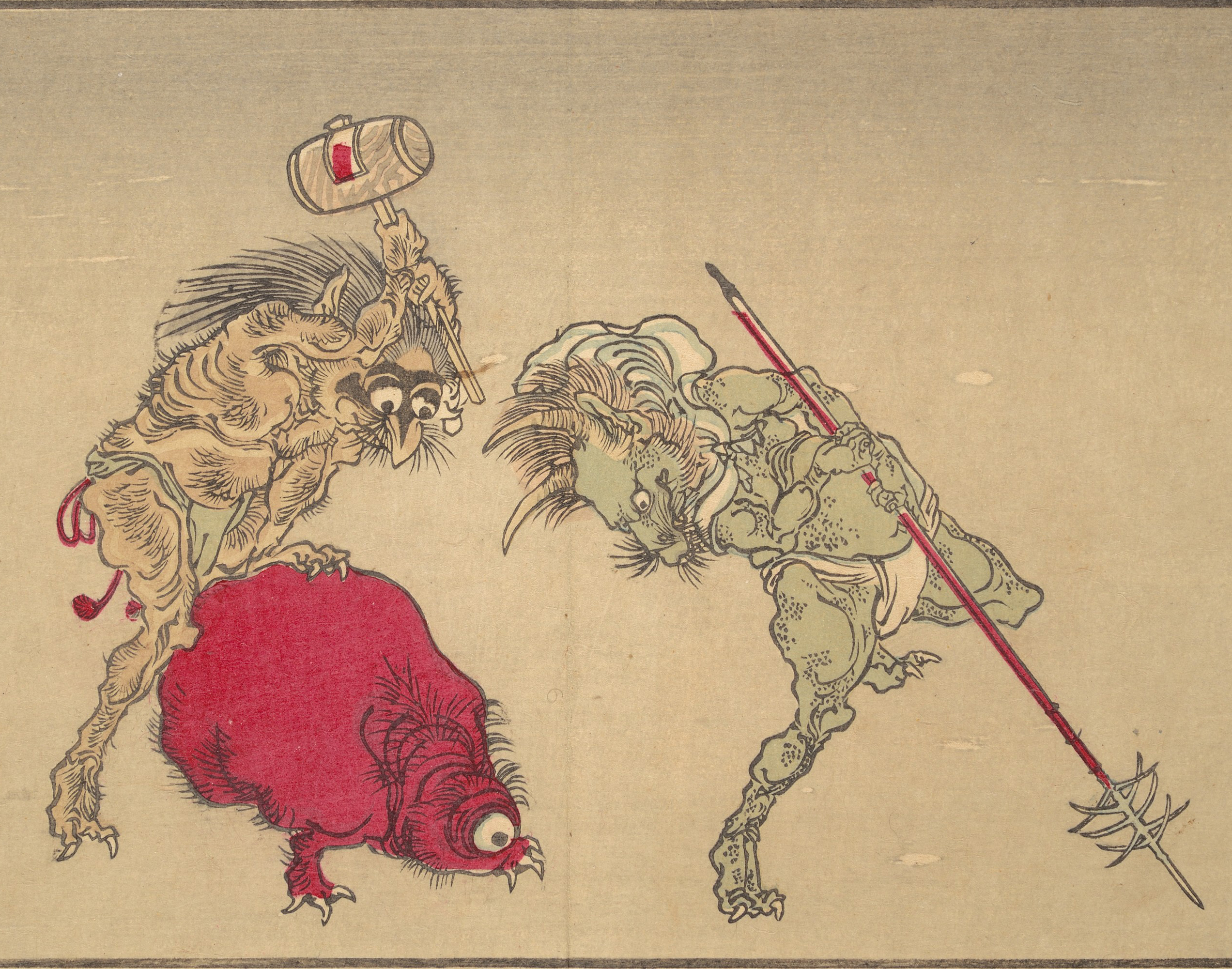
Yōkai de Kawanabe Kyosai

Els Yōkai ("aparicions", "esperits" o "dimonis") són una classe de criatures de la mitologia japonesa que van des del malvat oni a l'entremaliat kitsune o la dona pàl·lida Yuki-onna. Uns posseeixen una part d'animal i parts humanes (per exemple Kappa o el Tengu). Els Yōkai són generalment més poderosos que els éssers humans, i per això tendeixen a actuar amb arrogància sobre els mortals. Els Yōkai també tenen valors diferents als dels éssers humans, i quan aquests entren en conflicte poden entrar en una forta enemistat. Generalment són invulnerables a l'atac d'un humà, però poden ser derrotats per experts exterminadors de yōkai (退治屋, taijiya) o monjos budistes amb la benedicció de Buda.